# SuperTuxKart
SuperTuxKart是多平台卡丁车竞速游戏，继承自TuxKart，由Game of the Month团队改良而成。
使用自由软件的吉祥物作为赛车手，可以分屏进行多人游戏。游戏形式上模仿馬力歐賽車，以最快到达终点为目的，在赛道上运用各种伎俩超出，包括使用路上的道具干扰对手的行动。
遊戲0.6前使用PLIB引擎，从0.7开始切换图像引擎到Irrlicht引擎。自0.9版開始使用Antarctica引擎。

## 遊戲介紹

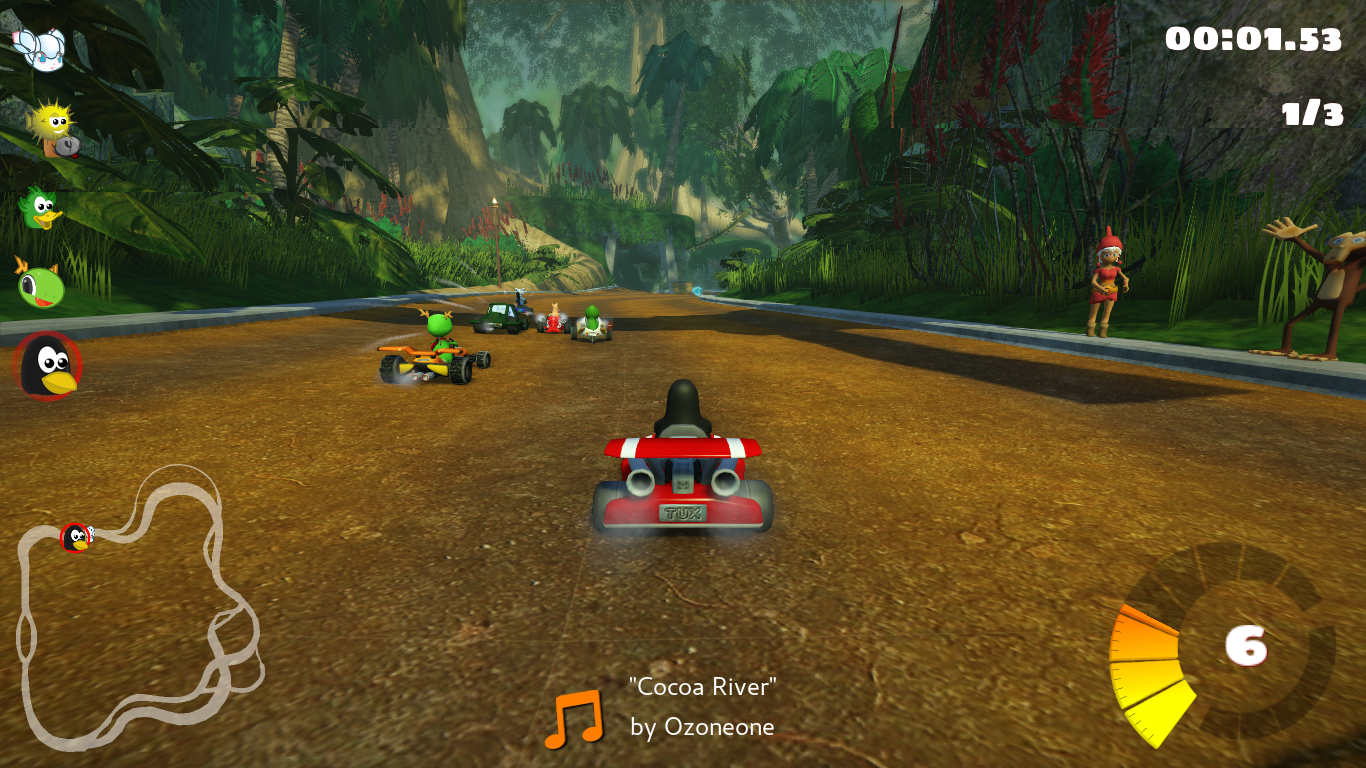
0.9版的螢幕截圖

SuperTuxKart類似馬力歐賽車，所有角色都是開放原始碼軟體的吉祥物，Mozilla Thunderbird則擔任裁判。遊戲有單人模式和本地多人模式可讓數名玩家在一台電腦上競賽。線上的多人遊戲模式已於1.0版中加入。